# 月島冬二
月島 冬二（つきしま とうじ、1964年12月22日 - ）は、日本の漫画家。福岡県福岡市出身。九州産業大学芸術学部デザイン学科卒業。
1991年、『放課後戦隊ゴタッキー』でそらみみくろすけとしてデビューした。1995年春、アフタヌーン四季賞で佳作を受賞（そらみみくろすけ名義）。1996年、第29回ちばてつや賞一般部門で準入選を受賞（そらみみくろすけ名義）。その後、本名の岩下 繁幸やそのカナ書きのイワシタ シゲユキ（またはいわした しげゆき）、さらに現在のペンネームに改名している。

## 作品リスト

### 単行本
そらみみくろすけ名義
- 放課後戦隊ゴタッキー（講談社『ヤングマガジン増刊海賊版』、全3巻）

イワシタシゲユキ名義
- バドフライ（小学館『ビッグコミックスピリッツ』、全3巻）
- ぬけぬけと男でいよう（原作：内田春菊、双葉社『漫画アクション』、全3巻）
- 女王様がいっぱい（新潮社『週刊コミックバンチ』2008年4・5合併号 - 2009年10号、全5巻）
- 絶対君主症候群（日本文芸社『コミックブレイク』 - 2010年、全2巻）
- 彼女はソレを我慢できない（Bbmfマガジン『ケータイ★まんが王国』、全1巻）
- 道玄坂アリス（日本文芸社・『週刊漫画ゴラク』2011年3月25日号 - 、既刊1巻）
- トコR55（日本文芸社『週刊漫画ゴラク』- 2015年3月、全1巻）

月島冬二名義
- 癒されたい男（日本文芸社『週刊漫画ゴラク』2015年 - 2017年、全1巻）
- US-2 救難飛行艇開発物語（小学館『ビッグコミック増刊号』2017年3月号 - 2020年12月号、全4巻）
- 前科者（原作：香川まさひと、小学館『ビッグコミックオリジナル』2018年1号[1] - 2024年12号[2]、全17巻）

### 読み切り他
そらみみくろすけ名義
- SELF-SEEKERS（講談社『ヤングマガジン増刊'91春の黒豚ルーキー号』1991年）
- 黒BUTA戦隊フルーティーシュガー（講談社『週刊ヤングマガジン』他、1993年 - 1994年、全4話）
- 黒BUTA旋風プリティープリティー（講談社『ヤングマガジン増刊ヤングマガジンダッシュ』、全2話）
- モモちゃんのアメリカお楽しみ旅（講談社『モーニング』1998年、全3話）
- モモちゃんの新学期日記（講談社『モーニング』1998年）

（その他、『裏モノJAPAN』において、そらみみくろすけ名義で多数執筆）
岩下繁幸名義
- モノクローム・ガール（小学館『ビッグコミックスピリッツ』1998年）

いわしたしげゆき名義
- 太郎HAPPY GO LUCKY（小学館『週刊ビッグコミックスピリッツ増刊Manpuku!』他、1999年・2001年、全2話）
- 潜水少年（小学館『週刊ビッグコミックスピリッツ増刊新僧』2001年、全2話）

イワシタシゲユキ名義
- ライズドロップ（小学館『週刊ビッグコミックスピリッツ増刊漫戦』、2002年）
- 完全無欠少女〈パーフェクト・ガール〉（新潮社『週刊コミックバンチ』、2007年）
- 十年愛〜女王様がいっぱい番外編〜（新潮社『週刊コミックバンチ』2009年）
- チェリードール（双葉社『漫画アクション増刊 A-ZERO』2009年、前後編）
- 少女、淫らに散る。（Bbmfマガジン『ケータイ★まんが王国』2010年）
- 妄牌パンク（竹書房『近代麻雀』2012年）
- 真夜中のプリント・アウト（原作：新耳袋、集英社『コミック特盛夏号新耳袋-あなたの隣の怖い話-』2012年）
- 重い頭（原作：新耳袋、集英社『コミック特盛秋号 新耳袋-あなたの隣の怖い話-』2012年）
- 注文の多い料理店（原作：宮沢賢治、実業之日本社『漫画サンデー』2012年）

月島冬二名義
- 斉木のルール（小学館『ビッグコミック増刊号』2014年、全4話）
- 鯛と鯖（日本文芸社『週刊漫画ゴラク』2015年、全4話）
- ヴィネストロ 極限の醸造人（原作：小野郁美、小学館『ビッグコミック増刊号』2015年）
- 穴棒（原作：香川まさひと、小学館『ビッグコミック増刊号』2025年1月号[3] - 2025年9月号[4]）※連載、単行本未収録